# You Can Tune a Piano, but You Can't Tuna Fish
| Recensione              | Giudizio    |
| ----------------------- | ----------- |
| AllMusic                | [ 3 ]       |
| Sputnikmusic            | 3.3 (Great) |
| Dizionario del Pop-Rock | [ 5 ]       |

You Can Tune a Piano, but You Can't Tuna Fish è il settimo album discografico (in studio) della rock band statunitense REO Speedwagon, pubblicato dalla casa discografica Epic Records nel marzo 1978.
La band ha in Bruce Hall un nuovo bassista al posto del dimissionario (e membro storico del gruppo) Gregg Philbin.
L'album raggiunse la ventinovesima posizione (17 giugno 1978) della Chart statunitense Billboard 200.

## Tracce
Lato A
1. Roll with the Changes – 5:35 (Kevin Cronin)
2. Time for Me to Fly – 3:41 (Kevin Cronin)
3. Runnin' Blind – 3:06 (Gary Richrath, D Mackron)
4. Blazin' Your Own Trail Again – 3:30 (Kevin Cronin)
5. Sing to Me – 2:34 (Gary Richrath)

Lato B
1. Lucky for You – 5:00 (Gary Richrath, Kevin Cronin)
2. Do You Know Where Your Woman Is Tonight? – 2:51 (Gary Richrath)
3. The Unidentified Flying Tuna Trot – 2:17 (Gary Richrath)
4. Say You Love Me or Say Goodnight – 4:57 (Gary Richrath, Kevin Cronin)

## Musicisti
Roll with the Changes
- Kevin Cronin - voce solista, pianoforte, chitarra acustica
- Gary Richrath - chitarra solista
- Neal Doughty - organo Hammond
- Bruce Hall - basso
- Alan Gratzer - batteria

Time for Me to Fly
- Kevin Cronin - voce solista, chitarra ritmica
- Gary Richrath - chitarra solista
- Neal Doughty - sintetizzatore moog
- Bruce Hall - basso
- Alan Gratzer - batteria

Runnin' Blind
- Kevin Cronin - voce solista, chitarra ritmica
- Gary Richrath - chitarra solista
- Neal Doughty - organo Hammond, sintetizzatore
- Bruce Hall - basso
- Alan Gratzer - batteria

Blazin' Your Own Trail Again
- Kevin Cronin - voce solista, chitarra ritmica
- Gary Richrath - chitarra solista
- Neal Doughty - fender rhodes
- Bruce Hall - basso
- Alan Gratzer - batteria

Sing to Me
- Kevin Cronin - voce solista, chitarra ritmica
- Gary Richrath - chitarra solista, chitarra ritmica
- Neal Doughty - sintetizzatore moog
- Bruce Hall - basso
- Alan Gratzer - batteria

Lucky for You
- Kevin Cronin - voce solista, chitarra ritmica
- Gary Richrath - chitarra solista, chitarra ritmica
- Neal Doughty - pianoforte
- Bruce Hall - basso
- Alan Gratzer - batteria

Do You Know Where Your Woman Is Tonight?
- Kevin Cronin - voce solista, chitarra ritmica
- Gary Richrath - chitarra solista, chitarra ritmica
- Neal Doughty - pianoforte
- Bruce Hall - basso
- Alan Gratzer - batteria

The Unidentified Flying Tuna Trot
- Gary Richrath - chitarra solista
- Kevin Cronin - chitarra ritmica
- Neal Doughty - pianoforte
- Bruce Hall - basso
- Alan Gratzer - batteria

Say You Love Me or Say Goodnight
- Kevin Cronin - voce solista, chitarra ritmica
- Gary Richrath - chitarra solista, chitarra ritmica
- Neal Doughty - pianoforte
- Bruce Hall - basso
- Alan Gratzer - batteria
- Lon Price - sassofono

Tuna-Ettes (accompagnamento vocale e cori)
- Tom Kelly, Denny Henson, Denise McCall, Angelle Trosclair, Kevin Cronin

Note aggiuntive
- Kevin Cronin e Gary Richrath con Paul Grupp - produttori
- John Boylan - produttore esecutivo
- Registrazioni e mixaggi effettuati al Sound City di Los Angeles, California
- Registrazioni parti vocali effettuate al Record Plant di Los Angeles (California) ed al Paragon Studios di Chicago (Illinois)
- Paul Grupp - ingegnere delle registrazioni
- Gary Lubow - ingegnere delle registrazioni aggiunto
- Tom Wilkes - art direction, design e fotografia
- Richard Creamer - fotografie interne copertina album[9]